# Vroman-Effekt
Der Vroman-Effekt, benannt nach Leo Vroman, ist ein Effekt der bei der Adsorption von Proteinen aus dem Blutserum an eine Oberfläche auftritt. Die Proteine mit der höchsten Mobilität (kleine Proteine) erreichen die Oberfläche zuerst; sie werden jedoch von nachfolgenden Proteinen verdrängt, die zwar eine geringere Mobilität, aber eine höhere Affinität zur Oberfläche haben. Ein typisches Beispiel ist Fibrin, das an Biopolymeren adsobiert wird, und später von anderen Proteinen verdrängt wird. Dies führt zu einem Absinken des Fibrinogen-Levels im Blutserum.